# Breakthrough Energy
Breakthrough Energy je privatno poduzeće ("LLC" otprilike odgovara hrvatskom društvu s ograničenom odgovornošću), kojega je 2016. godine osnovao vodeći tehnološki kapitalist Bill Gates radi okupljanja financijski ekstremno moćnih investitora koji će ulagati u ekološki prihvatljiviju proizvodnju energije - uključujući proizvodnju nuklearnih elektrocentrala nove generaciju, te proizvodnu baterija za automobile na električni pogon.
Najave osnivanja moćne investicijske kompanije učinjene su krajem 2015. godine; među investitorima se uz Billa Gatesa spominju osnivač Facebooka Mark Zuckerberg, osnivač Alibabe Jack Ma, osnivač Amazona Jeff Bezos, indijski industrijalac Ratan Tata, te vlasnik južnoafričkih rudnika Patrice Motsepe. U veljači 2020., upravni odbor kompanije broji 22 članova, među kojima je britanski milijarder i osnivač Virgin Recordsa Richard Branson i saudijski princ Alwaleed bin Talal.
18. veljače 2018. god. je Breaktrough Energy s Europskom Komisijom sklopila Memorandum o razumijevanja o partnerstvu između Europske unije i Breakthrough Energy, gdje se u toč. 4.1. najavljuje osnivanje investicijske kompanije u Europi pod imenom  (Breakthrough Energy Europe, “BEE”). U to poduzeće će Breaktrough Energy i EU uložiti po 50 milijuna EUR svaki, a kompanija će se baviti investiranjem u 5 područja povezanih uz klimatske promjene  - proizvodnju električne energije, transport, poljoprivredu, industriju i građevinarstvo. 29. svibnja 2019. god., Europska komisija izvještava da je taj javno-privatni investicijski fond uspješno osnovan.
Breaktrough Energy uspijeva ne samo ući u razgovore s pojedinim državama, nego koordinira suradnju država u energetskom investiranju i politikama. Bilježi se njihov važni udio kod Clean Energy Ministerial sastanka 2016. godine. Privatni investitori okupljeni oko Breaktrough Energy čine to putem strateške veze s inicijativom Mission Inovation, koju je također 2015. godine pokrenuo Bill Gates, ali koja okuplja vlade država važnih u svjetskoj energetici.

## Vanjske poveznice
- Službene stranice Breakthrough Energy